# Novo Oriente de Minas
Novo Oriente de Minas é um município brasileiro do estado de Minas Gerais. Localiza-se no nordeste do estado, no Vale do Mucuri, ocupando uma área de 755,151 km², com uma população recenseada em 10 275 habitantes em 2022.. Limita-se com os municípios de Teófilo Otoni, Caraí, Pavão, Catuji, Crisólita, Águas Formosas, Padre Paraíso, Ponto dos Volantes, e Joaíma. Sua topografia é montanhosa e a sede do município esta em baixa altitude em relação à capital mineira.

## História
Em 1932 era uma fazenda pertencente ao Sr. Inácio Pereira e seu filho Onório Pereira Rosa que entraram na mata bruta e fez campo de cultivo, foram os primeiros moradores destas terras. Por motivo de desentendimento entre o Sr. Inácio e seu filho o proprietário saiu à procura de compradores para a fazenda.
Vindo da região de Topázio o Sr. João Roque instalou-se com sua esposa Cristina Ferreira Coimbra em 1936 nessas terras. Começa a explorá-las, e descobre que seu subsolo é rico em pedras preciosas, atraindo vários garimpeiros surgindo dai, pequenos estabelecimentos de comércio para suprir a crescente necessidade dos moradores.                                                                                                                  
Tentou-se organizar uma feira no atual povoado de Frei Gonzaga, nomeado assim, pois a primeira missa foi celebrada por um frei chamado Gonzaga, mas também era conhecido por Jabuti, pois quando os garimpeiros chegavam de manhã nas lavras encontravam jabutis nas catras cheias de água, isso se repetia todos os dias. A feira não se fluiu, então o Sr. João Roque organizou uma feira em sua fazenda nos mesmos moldes da anterior, e dessa vez foi um grande sucesso. A fazenda se tornou o povoado de Belo Oriente.
Instalou-se a primeira maquina de limpar café tendo como proprietário o Sr. Durval de Barros, cuja sede hoje e considerada Patrimônio Histórico Municipal que serve como salas de aula anexas a Escola Estadual Paulo Pinheiro Chagas.
Desta caminhada surgiu o Centro de Defesa da Família fundado em 1979 e registrado em 1986, além de coordenar o trabalho de ligação entre a Comunidade e o Poder Executivo Municipal, com a atuação do CDF várias reivindicações foram atendidas para a melhoria de inúmeros setores do município. Mais tarde organizou-se uma votação popular elegendo o nome de Novo Oriente; por haver uma cidade no Ceará com o mesmo nome, denominou-se então Novo Oriente de Minas. Em 1995 foi emancipada pela lei n°. 37195 em 21 de dezembro.

## Geografia
Sua população estimada em 2022 era de 10.275 habitantes. Terras de relevo ondulado e montanhoso. O rio Mucuri, o Marambaia e o Americana, dentre outros banham o município. Está distante 515 km da capital Belo Horizonte, tendo acesso pela rodovia BR-116, MG-409 agora asfaltada.[carece de fontes?]

## Turismo
Em julho acontece a festa tradicional da cidade, o Fest-julho, época em que se reúne os novo orientenses que já não moram na cidade e vários visitantes das cidades vizinhas como Teófilo Otoni, Caraí, Catuji, Padre Paraíso, Pavão entre outras. É uma época de muita agitação na cidade, Outros eventos marcantes que acontecem ainda são: a cavalgada e a corrida de cavalos na fazenda Guanabara conhecida como prainha por aqueles que residem no município tendo como promotor pessoas que gostam do esporte da cidade e da região. Além disso o município conta com uma gama de belezas naturais disponíveis a apreciação dos nativos e visitantes (Rios como o Marambaia e Americana, o Rio Mucuri  belíssimas cachoeiras como a cachoeira da Poaia, morros de granitos com vegetação de Mata Atlântica). Além da peculiar cultura rural, durante a estação seca do ano as estradas de acesso ao interior do município são acessadas por qualquer tipo de veículo, entretanto durante a estação chuvosa é necessário se informar sobre as condições de trânsito.[carece de fontes?]